# リネージ
リネージ（英語: lineage, [ˈlɪniɪdʒ]）は、「血統」を意味する学術用語で、文化人類学、民俗学、歴史学などの分野で用いられる。通常は明確に認識された系譜関係に基づき、共通の祖先から辿られる出自を同じくする親族集団あるいは社会集団を指し、呼称する。通常、出自は単系で辿られるため、父系の場合は父系リネージ、母系の場合は母系リネージと呼ぶ。祖先崇拝を行う民族集団においては成員に死んだ祖先を含める場合もある。
リネージは単に集団の成員権を伝えるだけでなく称号や財産、義務や責務を伝え、対外的には政治的・宗教的単位として機能する。また、外婚の単位として他のリネージとの恒久的な通婚関係を築く場合もある。このような関係をアライアンス (alliance) と呼ぶ。
大きなものでは系譜の深度に応じた位階秩序が設けられたりするため、ラメージ (ramage) と混同される場合があるが、ラメージの父系・母系の系譜は選択的な出自に基づく集団であるという点でリネージと大きく内容が異なっている。